# Kaliwerk Gewerkschaft Heldrungen
Das stillgelegte Kalibergwerk Gewerkschaft Heldrungen II, auch unter dem Namen Schacht „Anna“ bekannt, liegt unmittelbar südlich von Oberheldrungen, territorial zugehörig zum thüringischen Kyffhäuserkreis (vergleiche nachstehenden Lageplan).
Im Jahre 1902 wurde mit dem Abteufen des Schachtes Anna begonnen. Seine Fertigstellung dauerte zwei Jahre.
Die Gewinnung von Carnallitit erfolgte ab 1905. Die bergmännische Abbaumethode war das Kammerbau-Verfahren. Die Mächtigkeit des Kaliflözes Staßfurt schwankte aufgrund der Lagerstättentektonik, erreichte stellenweise über 30 m. Die Verarbeitung der geförderten Salze geschah in werkseigenen Fabrikanlagen, von denen Ruinen heute noch erhalten sind (siehe Fotos untenstehend). Im Jahre 1924 wurde die Schachtanlage Heldrungen II gemäß § 83a der Stilllegungsverordnung endgültig stillgelegt (nähere Erläuterungen zu den betreffenden Rechtsvorschriften: siehe unter Abschnitt „Stilllegung des Kaliwerkes“).

## Such- und Erkundungsarbeiten
Im Jahr 1861 gelang es chemischen Fabriken im Staßfurter Raum, die als „unrein“ bezeichneten, beim Abteufen der ursprünglich nur auf die Gewinnung von Steinsalz zur Anreicherung der schwachen Sole der Staßfurter Saline niedergebrachten Schächte v. d. Heydt / v. Manteuffel vorgefundenen carnallitischen Salze für eine technische Verwendung nutzbar zu machen. Es war möglich geworden, das in diesen Salzen enthaltene Kaliumchlorid (KCl) zu lösen und letztlich als Düngemittel in der Landwirtschaft zu vermarkten. Und das Bekanntwerden dieser Kalisalzfunde -das „Staßfurter Berggeschrey“- regte auch an Unstrut und Finne die Suche nach solchen Salzlagerstätten an.
Die seit Menschengedenken bekannten und auch teils genutzten Solequellen in der näheren und weiteren Umgebung ließen auch hier das Vorhandensein von Salzen im tieferen Untergrund vermuten. Ein Industrieller namens Emil Sauer engagierte sich zuerst bei der Suche und Erkundung von zum Abbau geeigneter Kalilagerstätten. Mit Gründung der Kalibohrgesellschaft Heldrungen im Jahre 1897 begann er umfangreiche und letztlich erfolgreiche geologische Erkundungsbohrungen.
Tiefbohrung I am Waldschlösschen traf von 364,50 m bis 403,35 m, Tiefbohrung II bei Harras von 401,65 m bis 438,00 m Kalisalze mit einem zwischen 7,45 % und 21,84 % schwankendem Chlorkaliumgehalt. Tiefbohrung IV erschloss in einer Teufe von 429,50 m bis 441,50 m ein Carnallitlager und von 442,00 m bis 443,90 m ein Hartsalzlager. Tiefbohrung VI traf von 503,00 m bis 522,37 m Carnallit und von 524,74 m bis 526,24 m hochprozentigen Sylvinit. Tiefbohrung VII im Dornbachtale traf von 355,24 m bis 403,00 m Kalisalz mit einem Gehalt von 23,82 % bis 26,98 % Chlorkalium. Dabei von 396,01 m bis 403,15 m und von 407,59 m bis 413,00 m hochprozentigen Sylvinit mit einem Gehalt bis zu 43 % Chlorkalium. Tiefbohrung VIII bei Kleinroda erschloss in einer Teufe von 382,20 m bis 404,87 m ein Kalisalzlager mit einem Durchschnittsgehalt von 21,11 % Chlorkalium. Tiefbohrung IX bei Burgwenden wurde bei 1330 m nach Erreichung des Jüngeren Steinsalzes eingestellt, da das Kalisalzlager erst bei 1450 m zu erwarten war. Tiefbohrung XI im Bärenthale traf bei 357,50 m etwa zwei Meter mächtige sylvinitische Salze an. Die übrigen Bohrungen trafen nur Steinsalz an.

## Die geologischen und hydrogeologischen Lagerstättenbedingungen

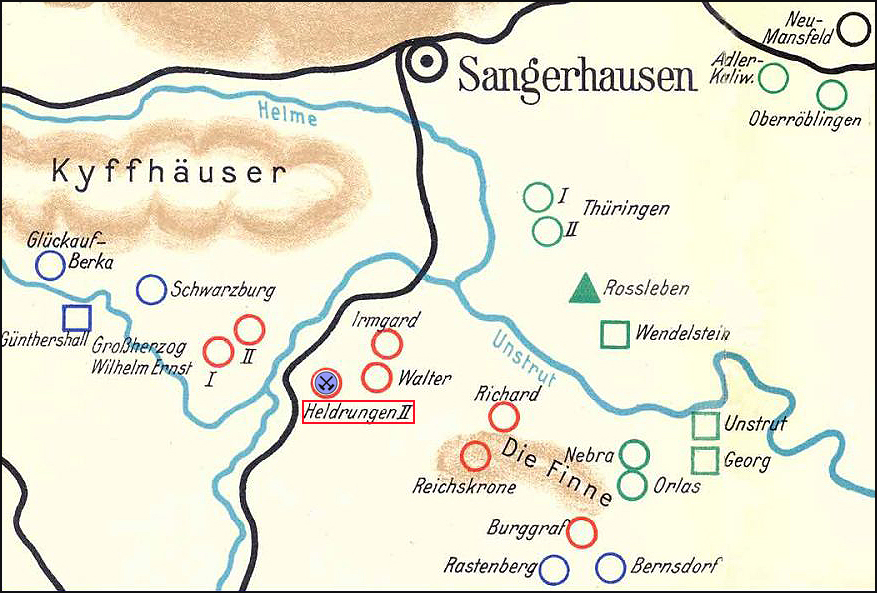
Lage der in der Finne sowie im Südharz bis 1930 geteuften Kali- und Steinsalzbergwerke.

Das Grubenfeld der Gewerkschaft Heldrungen II befindet sich auf der Südwest-Flanke des Heldrunger Sattels. Dieser streicht parallel zum Roßlebener Sattel, welcher zum nordöstlichen Teil der Hermandurischen Scholle gerechnet wird. Hydrogeologisch ist das gesamte Gebiet der an Unstrut und Finne gelegenen Kalischächte gekennzeichnet durch die starke Wasserführung des Buntsandsteins, insbesondere der Rogensteinzonen des Unteren Buntsandsteins. Zuflüsse beim Abteufen der Schächte bis zu 4 m³ / min waren nicht selten.

## Der Betrieb des Kaliwerkes

### Die finanziell-betriebswirtschaftlichen Verhältnisse
Gründung:
Die „Kalibohrgesellschaft Heldrungen“ firmierte sich am 18. Juli 1901 um in zwei getrennte Gewerkschaften, Heldrungen I und II, deren Eintragung ins Handelsregister unter dem 17. Juni 1904 erfolgte. Für die Gründung von Bergwerksunternehmen der damaligen Zeit wählte man in der Regel die Betriebsform der sogenannten „bergrechtlichen Gewerkschaften“. Sie fußten auf die seitens der zuständigen Oberbergämter erteilten Bergwerksverleihungen und besaßen als „Startkapital“ den finanziellen Gegenwert der ausgereichten Kuxen. Benötigte man später eine Kapitalaufstockung, so wurden die Gewerken, also die Besitzer der Kuxen, durch Mehrheitsbeschluss der Gewerkenversammlung zur Zahlung von Zubußen verpflichtet.
Gerechtsame:
Die Gerechtsame der Gewerkschaft Heldrungen I hatte eine Größe von 1.098,3182 ha; die der Gewerkschaft Heldrungen II eine solche von 2.390,7037 ha. Zusammen waren es rd. 16 preußische Normalfelder (1 Normalfeld = 2.189.000 m²). Sie lagen in den Gemarkungen Oberheldrungen, Schloss Heldrungen, Harras, Gorsleben, Hemleben, Königlicher Forst Heldrungen, Hauteroda, Cölledaer Küchenhölzer, Hemleben im Kreise Eckartsberga. Diesen Feldern waren unmittelbar benachbart die Gerechtsame der Werke Großherzog Wilhelm Ernst, Sachsenburg, Irmgard, Walter, Hauterode, Richard und Reichskrone (vergl. Lageplan rechts).
Felderteilung:
Die Gewerkenversammlung vom 21. Februar 1907 beschloss, zwölf Felder um den Schacht herum zu konsolidieren und mit diesem Besitz in das Kalisyndikat einzutreten. Die übrigen reservierte man zur Bildung von ein oder zwei neuen Gewerkschaften. Der gesamte Besitz, welcher zuvor auf den Namen der Gewerkschaften Heldrungen I und II sowie der Wernigeroder Bank eingetragen war, wurde infolge Beschluss der Gewerkenversammlung vom 23. April 1908 eingeteilt in:
- Gewerkschaft Heldrungen I mit 10,98 Mill. m²
- Gewerkschaft Heldrungen II mit 23,90 Mill. m²
- Gewerkschaft Walter mit 44,21 Mill. m²
- Gewerkschaft Sachsenburg mit 29,02 Mill. m²

Diese Abtrennung wurde durch das Oberbergamt Halle genehmigt.
Von der Gewerkschaft Walter wurde später der südliche Feldesteil abgetrennt und auf die Gewerkschaft Irmgard übertragen. Ferner wurden aus den Feldern der Gewerkschaft Sachsenburg die Felder der Gewerkschaft Hauteroda abgetrennt.
Es bestanden letztlich folgende fünf Gewerkschaften:
- Heldrungen I mit 1.098,3182 ha in den Gemarkungen Reinsdorf und Gehofen.
- Heldrungen II mit 2.390,7037 ha in den Gemarkungen Bretleben, Reinsdorf, Gehofen, Nausitz, Donndorf und Oberheldrungen.
- Walter mit 2.210,7145 ha in den Gemarkungen Oberheldrungen und Bretleben.
- Sachsenburg mit 1.516,4437 ha in den Gemarkungen Oberheldrungen, Heldrungen und Sachsenburg.
- Hauteroda mit 1.386,2496 ha.

Die Gewerkschaft Heldrungen I besaß weder einen Schacht noch irgendwelche Tagesanlagen, war aber mit der Gewerkschaft Heldrungen II durch einen Interessengemeinschaftsvertrag, wonach jede der beiden Gewerkschaften an den Aktiva und Passiva, mit Ausnahme der Bergwerksgerechtsame-Konten sowie am Gewinn und Verlust zur ideellen Hälfte beteiligt ist, eng verbunden.
Anzahl der Kuxe:
1.000 Stück, für jede der beiden Gewerkschaften. Von beiden Gewerkschaften befanden sich je 251 Kuxe im Besitz der Deutschen Kaliwerke A.-G. und je 250 Kuxe im Besitz von Hedwigsburg vor dem späteren Besitzübergang an die Kali-Industrie A.-G. Ferner besaß die Gewerkschaft Heldrungen II sämtliche 1.000 Kuxe der Gewerkschaft Sachsenburg und daher das Feld Hauteroda (vergleiche obigen Lageplan). Sie war zudem mit 8.500 Goldmark an den Mitteldeutschen Sprengstoffwerken Goslar beteiligt.
Interessen- und Betriebsgemeinschaft:
Diese bestand mit den Gewerkschaften Irmgard und Walter. Die Gewerkenversammlung vom August 1921 beauftragte den Grubenvorstand, mit den Gewerkschaften Irmgard und Walter eine Betriebsgemeinschaft auf 50 Jahre abzuschließen. Die Verwaltung dieser Gemeinschaft bestand aus drei Mitgliedern, von denen jede Gewerkschaft ein Mitglied ernannte. Heldrungen I und II galten dabei als Einheit. Den Vorsitz führte das von Heldrungen ernannte Mitglied. Der Vertrag bezweckte eine völlige wirtschaftliche Gleichstellung der drei Gewerkschaften. Gewinn und Verlust trug jede Gewerkschaft zu 1/3, doch zogen, um einen der wirtschaftlichen Lage der drei Gewerkschaften entsprechenden Ausgleich zu schaffen, Walter 500 Mark je Kux und Irmgard 1.000 Mark je Kux Zubuße ein. Dies geschah zum 1. Oktober 1921. Gemäß Beschluss der Gewerkenversammlung vom 17. Dezember 1924 wurde diese Betriebsgemeinschaft aufgelöst.
Statistische Zahlen aus den Jahren 1907 bis 1914:
Im Statistischen Jahrbuch 1907 wird als postalische Adresse der Gewerkschaften Heldrungen I und II Wernigerode a. H., Burgstrasse 32 / 34 angeführt. Doch bereits im folgenden Jahr ist es Oberheldrungen.
- 1907: Vorsitzender des Grubenvorstandes: für Heldrungen I: Regierungsrat a. D. Keßler in Wernigerode. Für Heldrungen II: Bankdirektor Holfelder in Röschenrode bei Wernigerode. Betriebsleitung: Direktor Schönfeld und Direktor Dr. Grimm in Oberheldrungen. Anzahl der Schächte: zurzeit 1 (Förderung nicht bekannt). Aufbereitungsanstalten: Rohsalzmühle, Chlorkaliumfabrik.
- 1908 und 1909: Vorsitzender des Grubenvorstandes: für Heldrungen I: Bergwerksbesitzer Emil Sauer in Berlin, stellvertretender Vorsitzender: Bankdirektor Karl Holfelder in Röschenrode bei Wernigerode. Für Heldrungen II: wie Heldrungen I. Betriebsleitung: Bergwerksdirektor Franke, Dr. Sundmacher und Jacobeit in Oberheldrungen. Anzahl der Schächte: zurzeit 1. Aufbereitungsanstalten: Rohsalzmühle, Chlorkaliumfabrik.
- 1910: Vorstand Heldrungen I: Emil Sauer in Berlin, Vorsitzender. Dr. jur. Emil Müller, Berlin, stellvertretender Vorsitzender; Heinrich Lapp, Aschersleben, Gustav Küpper, Grafenberg-Düsseldorf. Vorstand Heldrungen II: Emil Sauer in Berlin, Vorsitzender; stellvertretender Vorsitzender: Dr. jur. Emil Müller, Berlin; Dr. Albert Forke, Wernigerode a. H.; Heinrich Lapp, Aschersleben; Direktor Hohlfelder, Wernigerode a. H. Betriebsleitung: Bergwerksdirektor Franke, Dr. Sundmacher und Jacobeit in Oberheldrungen. Anzahl der Schächte: zurzeit 1 Schacht. Aufbereitungsanstalten: Rohsalzmühle, Chlorkaliumfabrik. Mitglied des Kalisyndikats.
- 1911: wie 1910. Des Weiteren: Betriebsführer für Heldrungen II: Fahrsteiger Wegbrod. Die Gewerkschaft Heldrungen I hat einen Teil ihrer Felder abgetrennt und eine neue Gewerkschaft „Walter“ gebildet. Diese teuft einen Schacht bei Hauteroda ab. Tiefe zurzeit etwa 150 m. Tagesbauten werden errichtet. Elektrische Kraft von Heldrungen II. Betriebsführer für Walter: Obersteiger Klaube.
- 1912: Vorstand Heldrungen II: Emil Sauer, Berlin, Vorsitzender. Dr. Albert Forke, Wernigerode a. H.; Direktor Hohlfelder, Wernigerode a. H.; Heinrich Lapp, Aschersleben. Betriebsleitung: Bergwerksdirektor Franke, Dr. Sundmacher und Jacobeit in Oberheldrungen. Anzahl der Schächte: zurzeit 1. Aufbereitungsanstalten: Rohsalzmühle, Chlorkaliumfabrik. Betriebsführer für Heldrungen II: Obersteiger Krämer. Mitglied des Kalisyndikats.
- 1913: wie 1912. Des Weiteren: Die Verbindungsstrecke nach dem Schacht Walter ist im Betriebe. Neuer Betriebsführer: Obersteiger Lindemann. Belegschaft: 220 Mann.
- 1914: Vorstand: Emil Sauer, Berlin, Vorsitzender. Verwaltung: Direktoren Bergassessor Dr. Lohmann; Dipl.-Ing. Ritter; Jacobeit in Oberheldrungen. 1 Schacht. Die Verbindungsstrecke nach dem Schachte Walter wird im Jahre 1914 durchschlägig werden. Belegschaft: 220 Mann.

### Der Schachtbau
„Der Bau des Schachtes der Gewerkschaft Heldrungen II („Anna“) wurde durch eine am 20. Januar 1902 abgehaltene Gewerkenversammlung beschlossen und bei Oberheldrungen angesetzt. Am 14. Juni 1904 hatte er eine Teufe von 324 m erreicht und stand bei 322 m Teufe im Steinsalz. Ende 1904 war er bis in 440 m Teufe niedergebracht und durch festen Ausbau, teils in Mauerung, teils durch Tübbinge gesichert. In den Jahren 1905 und 1906 wurde er bis zur Teufe von 491 m fertiggestellt; bei 430 m und 480 m Teufe wurden Abbausohlen angesetzt. Die Zweischachtfrage sollte für das Kaliwerk Heldrungen II dadurch gelöst werden, dass der Schacht mit demjenigen der von Heldrungen I abgetrennten Gewerkschaft Walter durchschlägig würde.“[Slotta et al.]
Schacht Anna hatte eine Endteufe von 491,57 m. Die Höhe der Rasenhängebank über NN beträgt +160,84 m. Die 1. Sohle (430-m-Sohle) wurde bei −269,256 m NN, die 2. Sohle (480-m-Sohle) bei −319,409 m NN angeschlagen. Direkt von der Schachtumfahrungsstrecke des Schachtes Anna aus wurde in östlicher Richtung die geplante Verbindungsstrecke zum Schacht Walter etwa 340 m weit vorgetrieben. Sie sollte, so war es geplant, den Schacht Walter in 2.297 m erreichen.

### Aus- und Vorrichtung, Abbau- und Versatzverfahren
„Anfang September 1907 ereignete sich auf der oberen Sohle ein Wasser- bzw. Laugeneinbruch, der sich bis auf 2,5 m³/min steigerte, dann auf 500 l, 400 l, 350 l, 270 l, 180 l, 110 l und 90 l/min zurückging. Die Ursache der Zuflüsse konnte nicht ermittelt werden. Sie kamen vom höchsten Punkt der 430-m-Sohle, der Abbau auf dieser Sohle musste infolgedessen als zu gefährlich vollständig aufgegeben werden. Zur Sicherung dieser Sohle wurden die Versatzarbeiten in beschleunigtem Tempo zu Ende geführt. Um die in der Einbruchfirste zusetzenden Laugen billiger zu Tage heben zu können, wurde die Anlage einer Pumpe mit elektrischem Antrieb beschlossen, und der Betrieb allein auf die 480-m-Sohle verlegt. Es waren damals 20 Firsten vorgerichtet und unterschossen worden. Die durchschnittliche Mächtigkeit des Carnallitlagers betrug im Ostfeld 25 m, im Westfeld 12 m. Die angetroffenen Hartsalzmengen waren zu gering, als dass sich ein Abbau gelohnt hätte. Auf der 480-m-Sohle ist daher in der liegenden Steinsalzstrecke 530 m östlich des Hauptquerschlages ein Gesenk geteuft worden, um die Lagerstätte nach der Tiefe hin auf hartsalze zu untersuchen. Bei 265 m Gesenkteufe wurde ein Querort angesetzt und vorgetrieben, wobei außer Carnallit auch ein 1 m mächtiges Hartsalz durchfahren worden ist .“[Slotta et al.] Über die Art und Menge des eingebrachten Versatzgutes liegen keine genauen Angaben vor. Somit ist auch nicht der zum Zeitpunkt der Stilllegung der Schachtanlage noch offen gebliebene Grubenhohlraum zu beziffern.

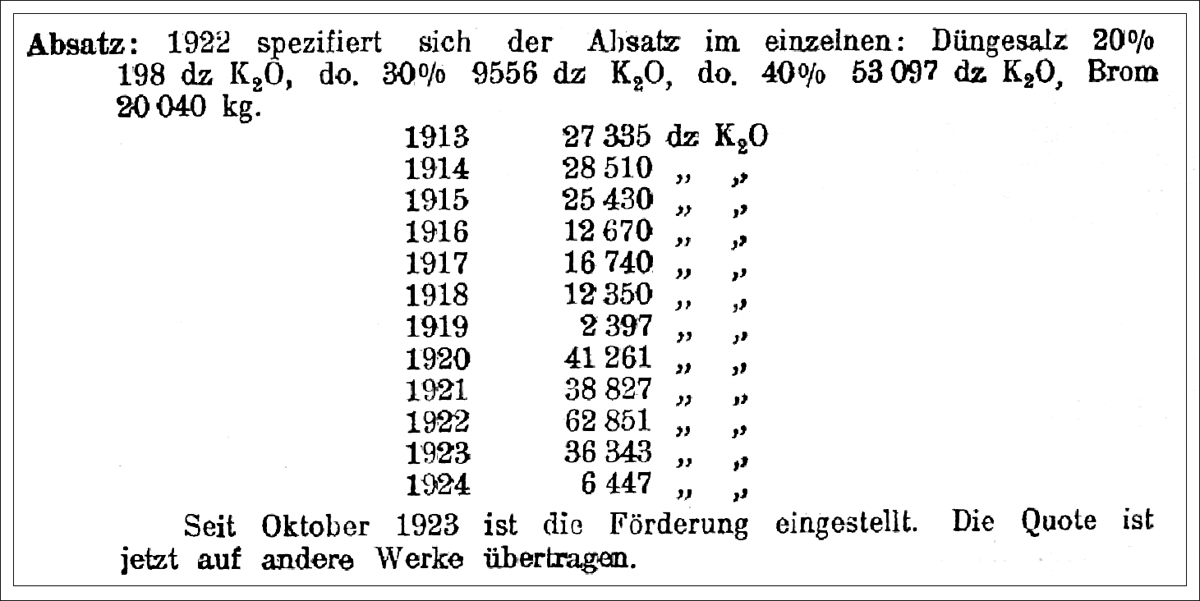
Produkt-Absatz der Kalifabrik Heldrungen der Jahre 1913–1924

### Die fabrikatorische Verarbeitung
Die neu erbaute Chlorkaliumfabrik hatte im Dezember 1905 angefangen zu arbeiten. Die Konzession, deren Erteilung anfangs wegen der Abwässerfrage auf Schwierigkeiten stieß, wurde im Jahre 1904 endgültig erteilt. Die Gewerkschaft hatte das Recht, die Abwässer von täglich 3.000 dz Carnallitverarbeitung in die Unstrut abzuleiten und darüber hinaus weitere beliebige Kalisalze ohne Ableitung der Endlaugen zu verarbeiten. Im August 1907, nach erfolgter Erweiterung der Fabrikanlagen, beantrage man bei der Königlichen Regierung die Duldung eines größeren Laugenabflusses in die Unstrut. Die Konzession hatte eine Verbesserung dahin erfahren, dass die Grenze der Verhärtung der Unstrutwässer von 37,5 Grad auf 50 Grad erhöht wurde. Die Gewerkschaft besaß ferner eine Salzmühle, Kesselhaus, Kaue, Beamten- und Arbeiterwohnhäuser. Eine Kalimagnesium-, eine Kieserit- und eine Sulfatfabrik wurden zu Beginn des Jahres 1909 in Betrieb genommen. Die Konzession zur Errichtung einer Bromfabrik wurde im Februar 1909 erteilt.

## Die Stilllegung des Werkes
Zu Beginn des 20. Jahrhunderts erlebte die Bohrtätigkeit in Deutschland zur Suche von Kalisalz und Steinkohle einen wahren Boom.
Um die Ausuferung der Schaffung immer neuer Kaliwerke (sowie auch Steinkohlengruben) und damit Überproduktionen zu unterbinden, beschloss der preußische Landtag auf Antrag des Abgeordneten Karl von Gamp-Massaunen u. a. das „Gesetz, betreffend die Abänderung des Allgemeinen Berggesetzes vom 24. Juni 1865/1892, vom 5. Juli 1905 (G.B, S. 265)“, so bezeichnet als Lex Gamp.
Es führte zunächst zu einer vorläufigen Mutungssperre von zwei Jahren auf Kalisalze und Steinkohle. Das bedeutete, dass nur der Staat Bergwerkseigentum erwerben konnte. Dieser konnte es in Form eines zeitlich beschränkten dinglichen Gewinnungsrechts Dritten übertragen.
Die Lex Gamp war der Beginn weiterer staatlicher Eingriffe zur Vermeidung von Monopolbildungen bis hin zur Regulierung von Preisen und die durch maßlose Zunahme von Kalibergwerken bedingte Überproduktion. Letzterem diente auch die sogenannte Stilllegungsverordnung vom 22. Oktober 1921 („Verordnung betreffend Abänderung der Vorschriften zur Durchführung des Gesetzes über die Regelung der Kaliwirtschaft vom 18. Juli 1919“, (Reichs-Gesetzbl, S. 663) ).
Im § 83a dieser Verordnung heißt es:

„Eine Änderung der für die Einschätzung maßgebenden Verhältnisse bleibt bis zum 31. Dezember 1953 auf den Fortbestand und die Höhe der Beteiligungsziffer derjenigen Werke ohne Einfluss, welche bis zu diesem Zeitpunkt freiwillig stillgelegt werden. Eine dahingehende unwiderrufliche Erklärung ist bis zum 1. April 1923 (verlängert bis 31. Dezember 1926) der Kaliprüfungsstelle abzugeben. Diese setzt unter Berücksichtigung der wirtschaftlichen Verhältnisse, insbesondere der Salzvorräte, den Zeitpunkt fest, bis zu welchem die Stilllegung durchgeführt sein muss; einer Verlängerung dieser Frist über den 1. April 1924 hinaus ist nicht zulässig. Eine Stilllegung im Sinne dieses Absatzes bedingt, dass jede Förderung von nutzbaren Mineralien aus dem stillgelegten Schachte unterbleibt. Ausnahmen kann nur der Reichswirtschaftsminister nach Anhörung des Reichskalirates und der Kaliprüfungsstelle bewilligen.“

Die Kaliprüfungsstelle erteilte im Jahre 1924 der Gewerkschaft Heldrungen II auf ihren Stilllegungsantrag vom 31. Dezember 1923 eine Beteiligungsziffer von 77,5 % der durchschnittlichen Beteiligung.

## Heutiger Zustand
Nach 1945 wurde die Schachtanlage zum Eigentum des Volkes erklärt; 1953 wurde sie vom VEB Kaliwerk „Heinrich Rau“ Roßleben in Rechtsträgerschaft übernommen. Mit Erlass der Verwahrungsanordnung der DDR vom 10. Oktober 1971 (DDR-GBl. II Nr. 73) wurde der Rat des Bezirkes Halle für eine Vielzahl von Alt-Kalischächten, sogenannte „Grubenbaue alten Bergbaus ohne Rechtsnachfolger“, zuständig; somit auch für Schacht Anna. Den Zustand des Schachtareals im Jahre 1978, anlässlich von Untersuchungsarbeiten am Schacht, zeigen nachstehende Fotos:

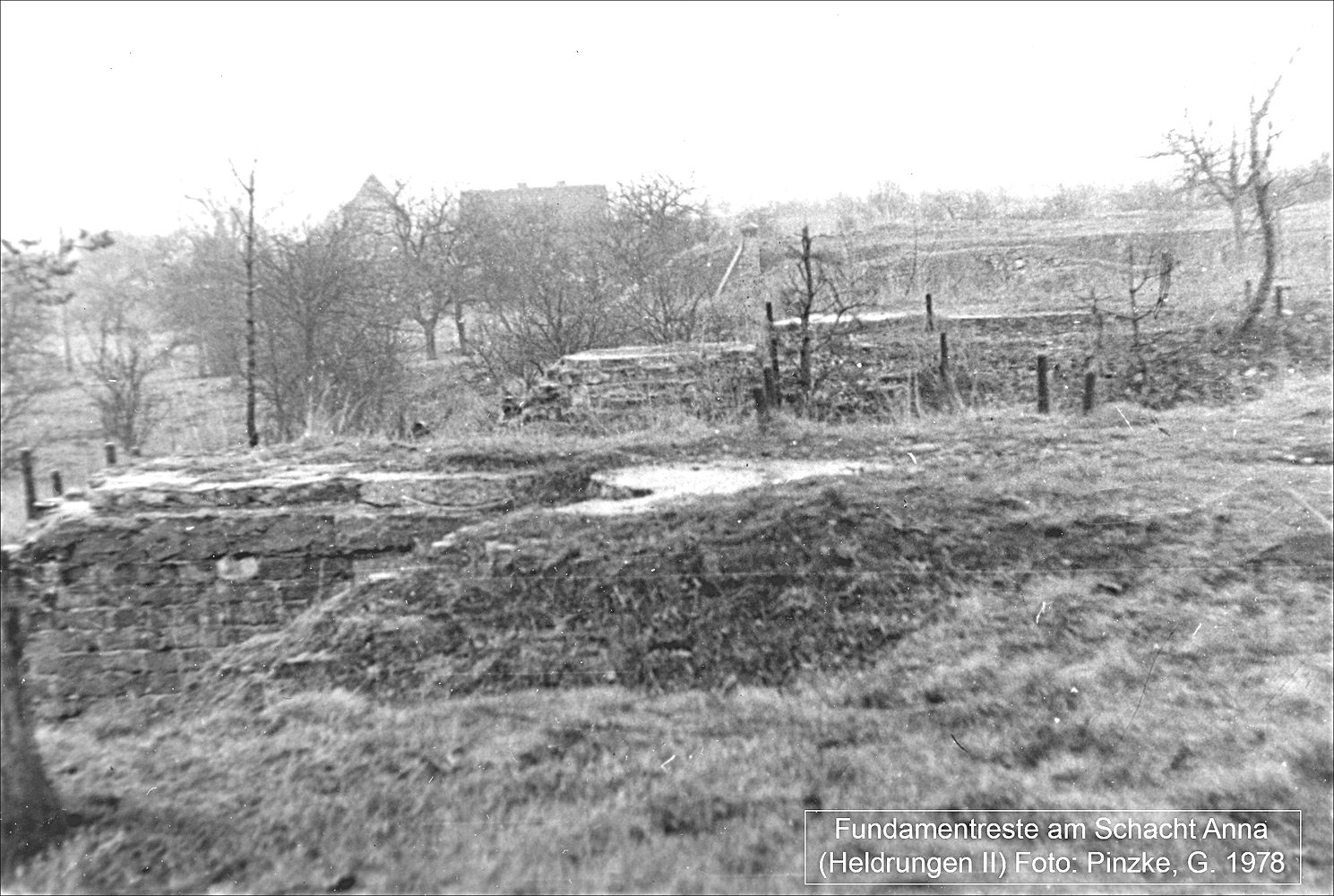
Fundamentreste der Tagesanlagen
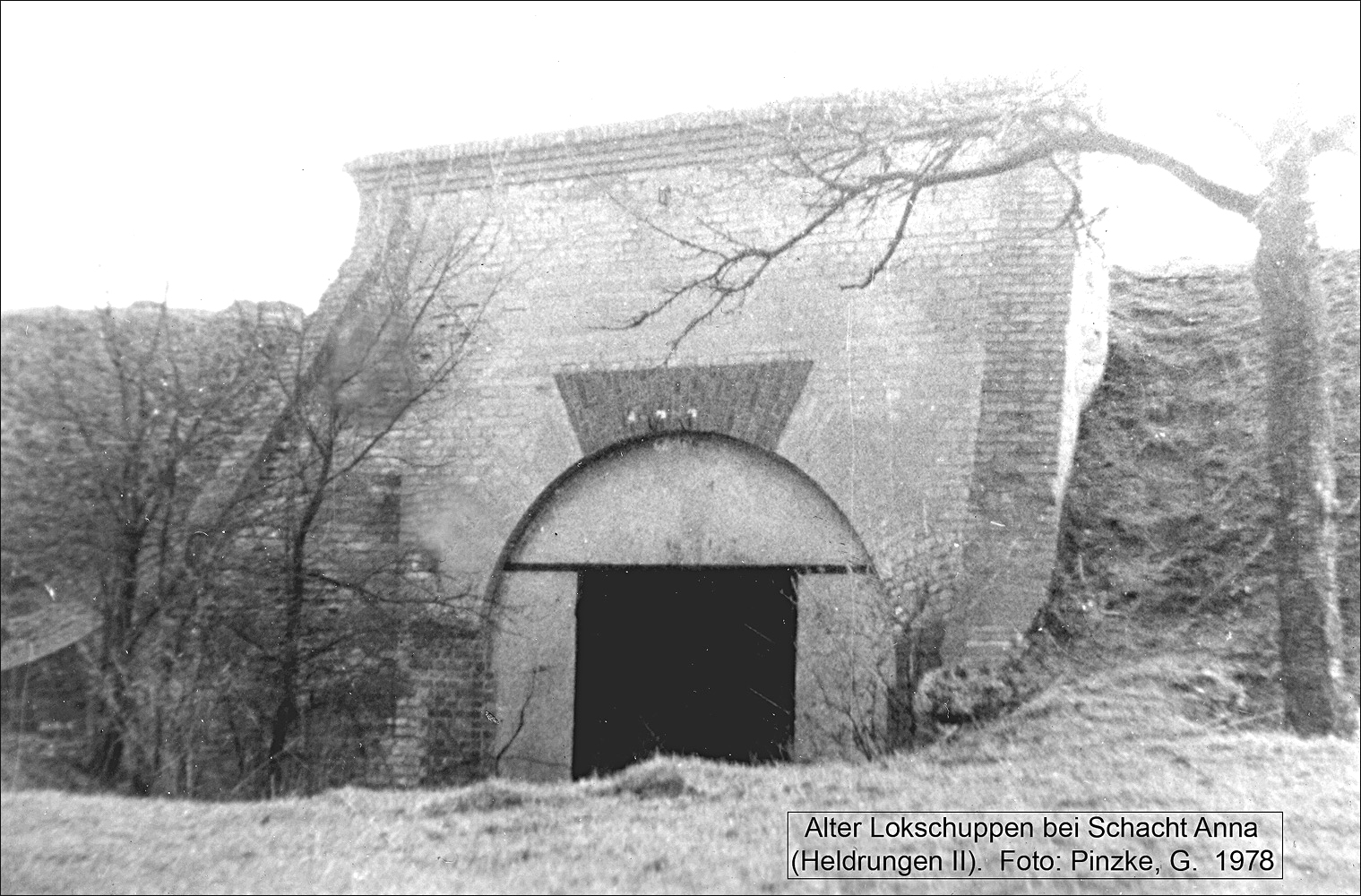
Ehemaliger Lokschuppen
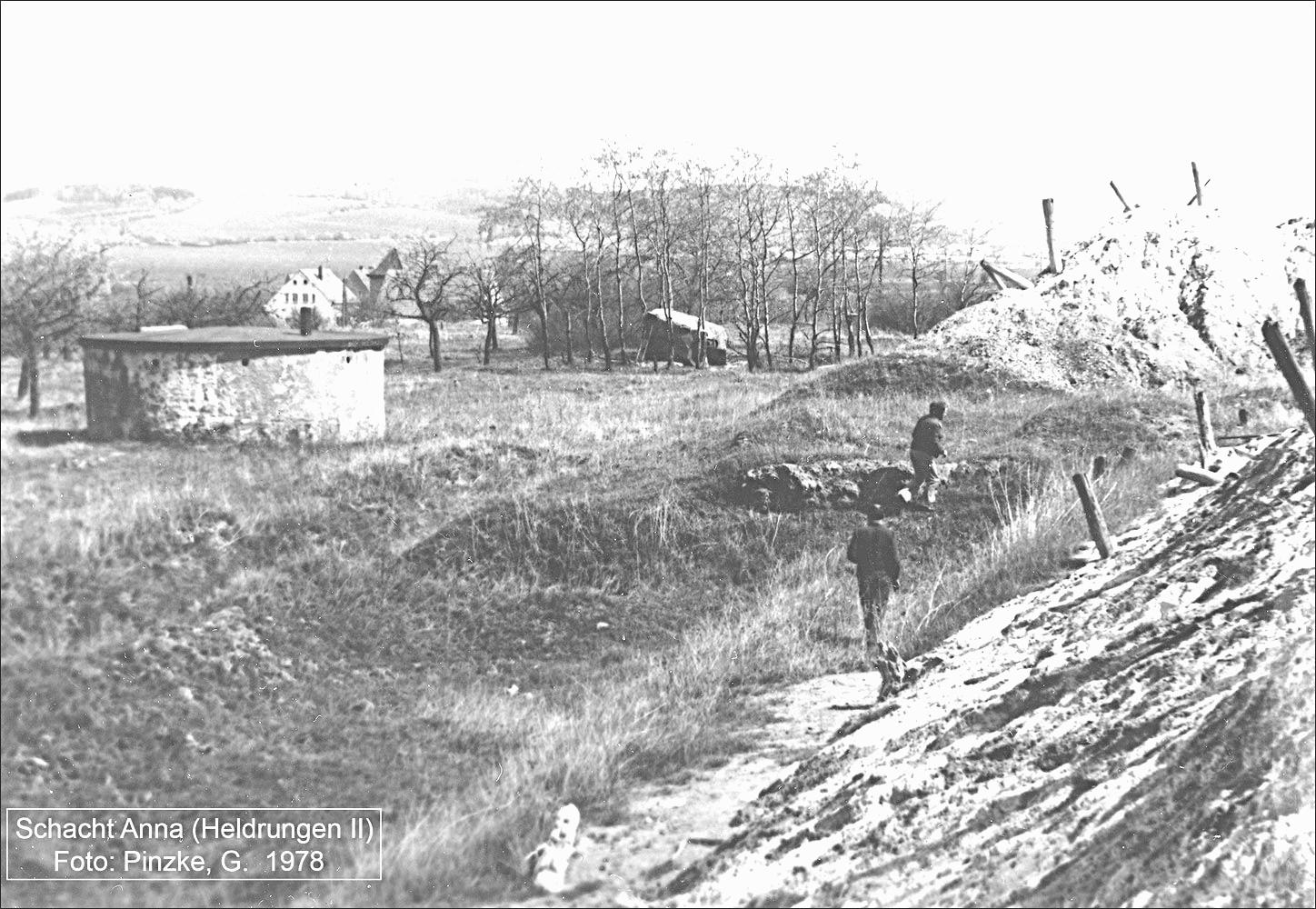
Übersicht Schachtareal
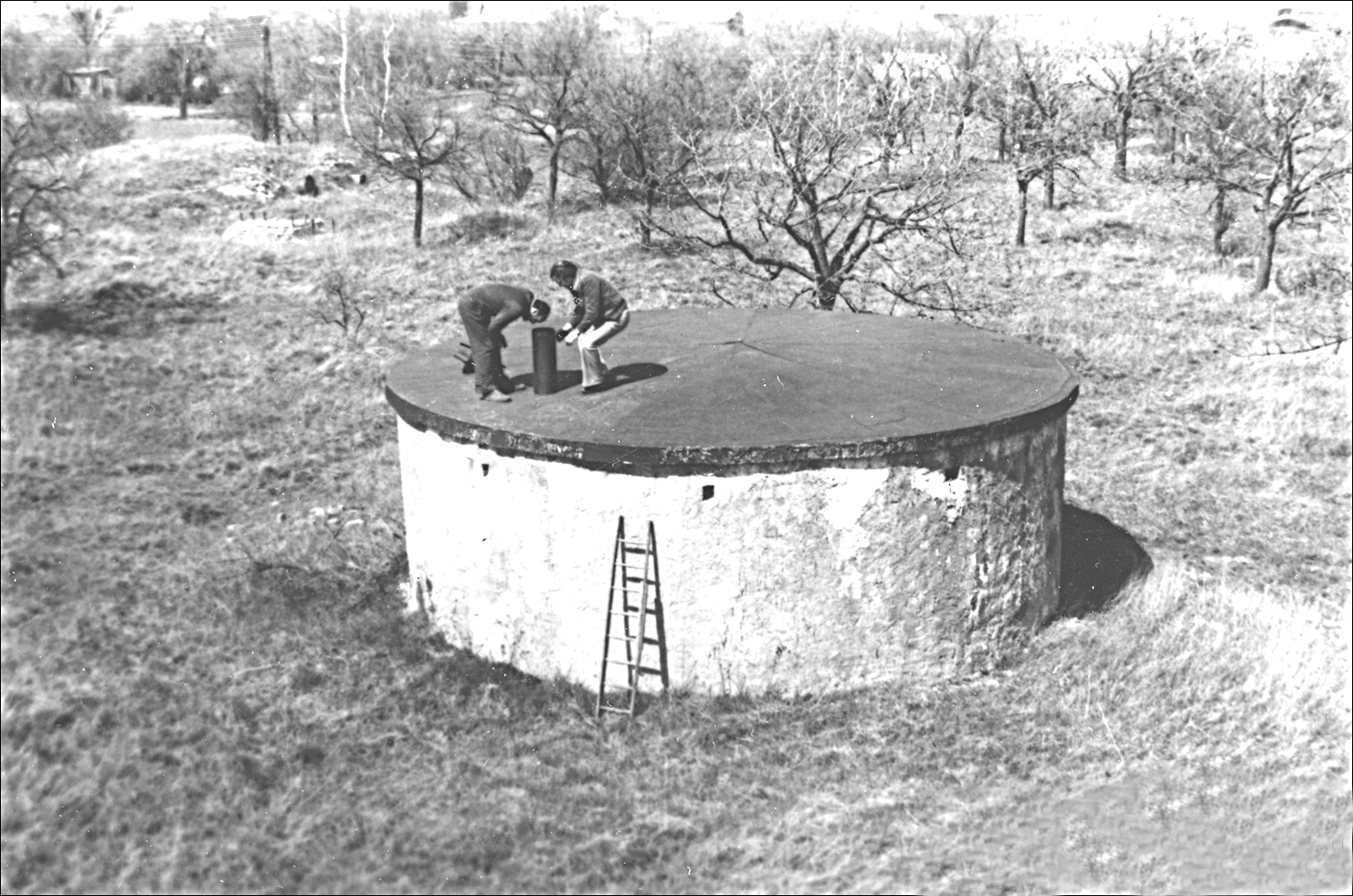
Untersuchungsarbeiten am Schacht
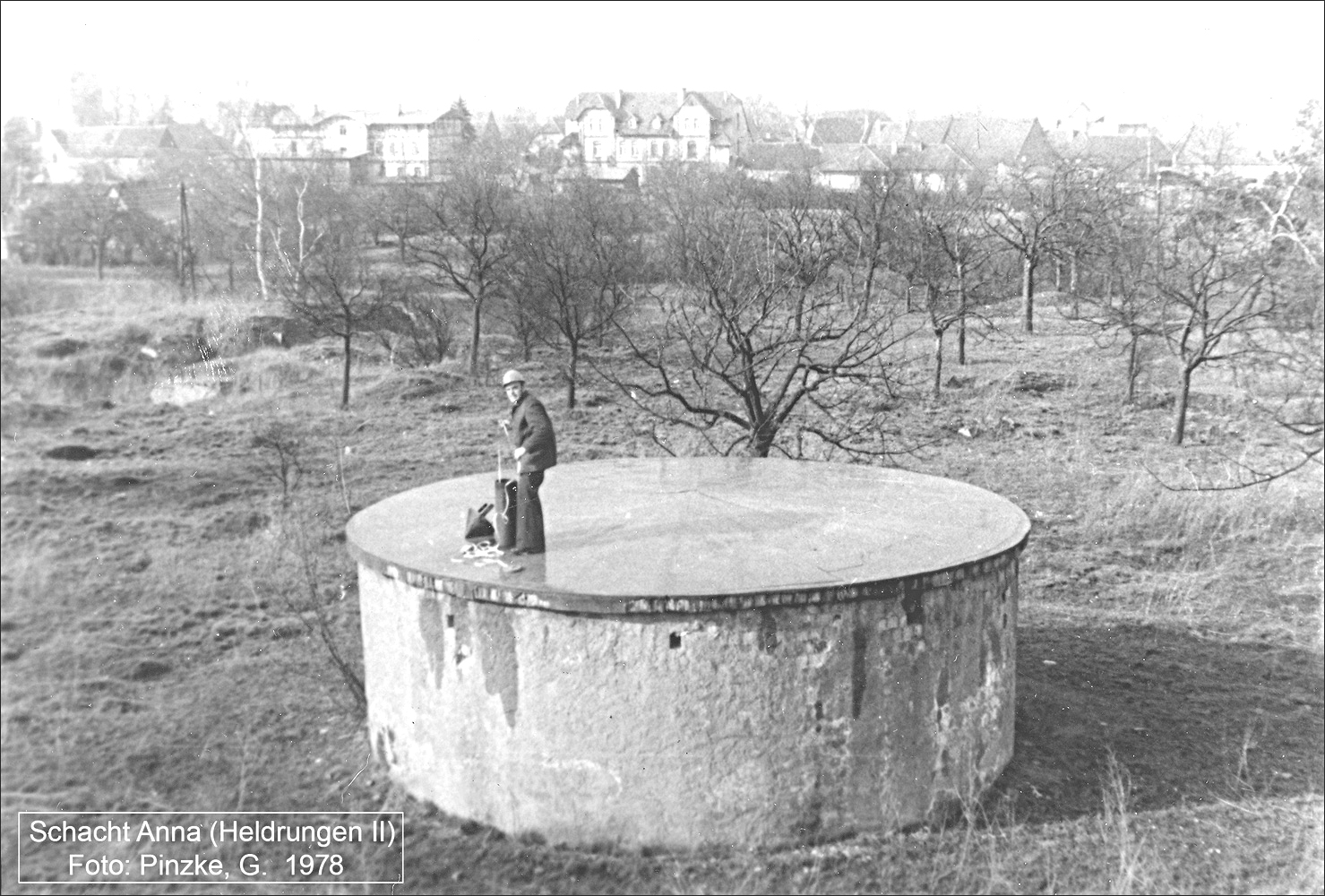
Blick zur Ortslage Oberheldrungen
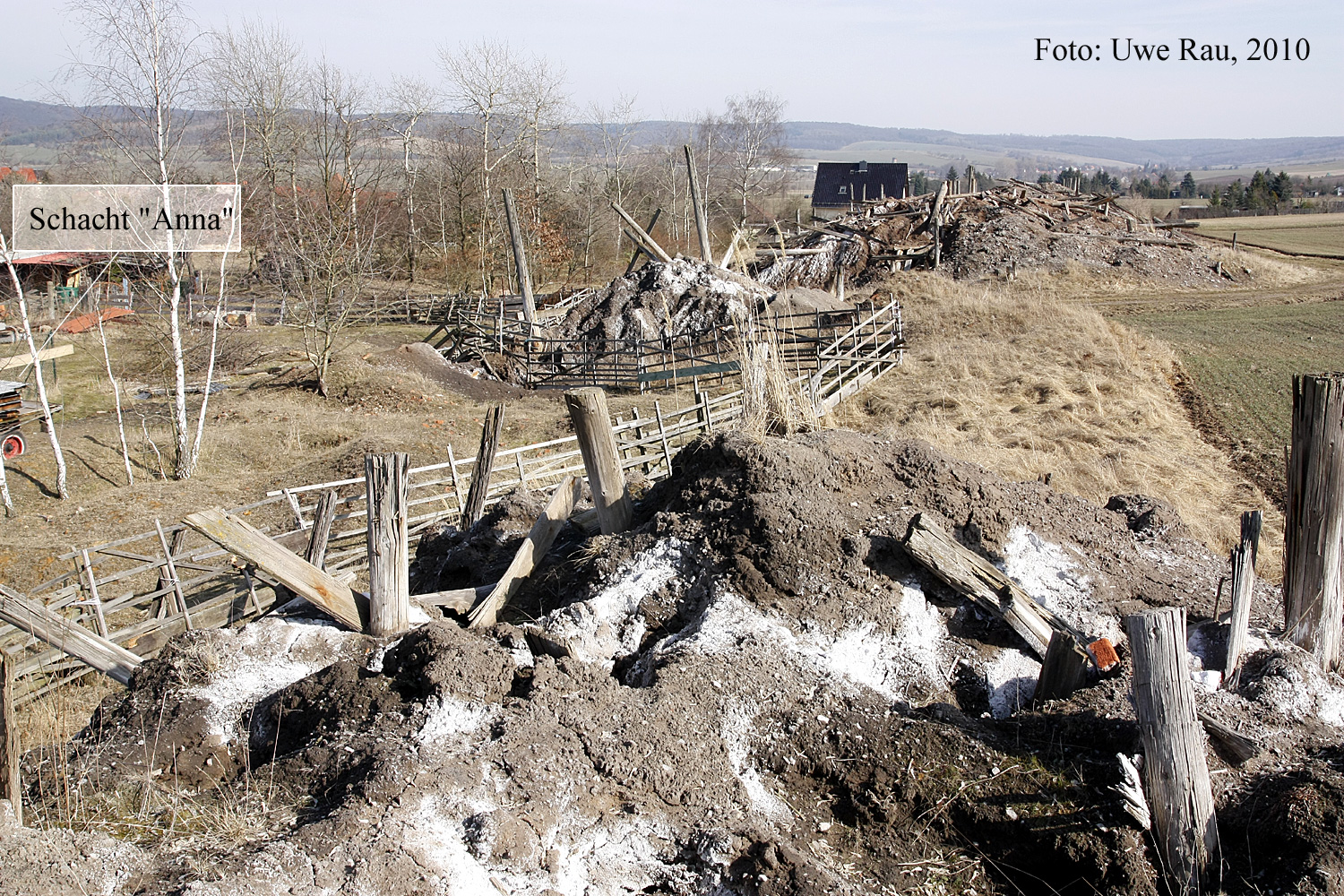
Haldenreste am Schacht Heldrungen II (Anna) im Jahre 2010.
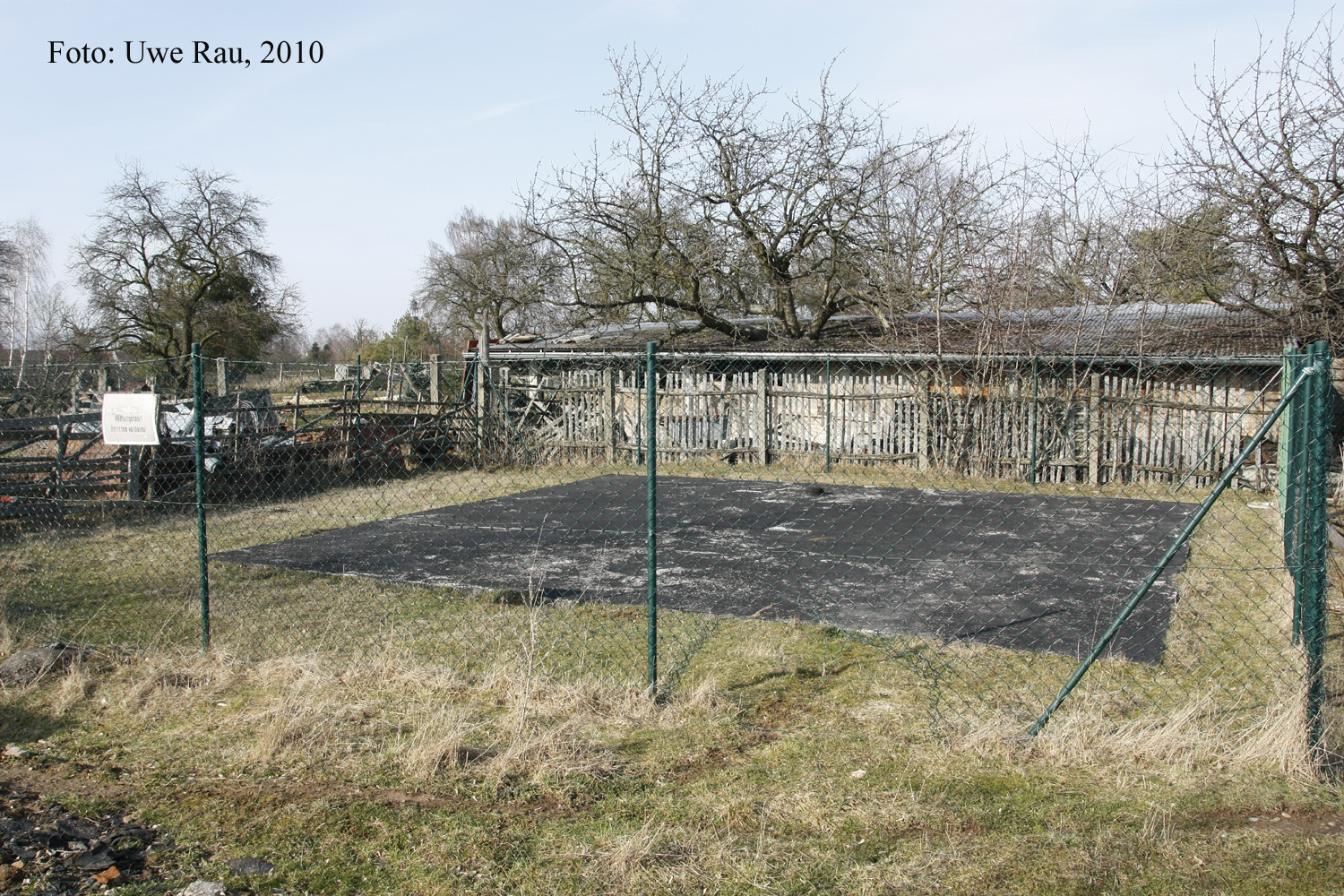
Schachtabdeckelung des Altkalischachtes Heldrungen II (Anna) im Jahre 2010.

Mit dem Beitritt der DDR zum Geltungsbereich des Grundgesetzes galten diese stillgelegten Schächte auch als „stillgelegte Anlagen eines bergbaulichen Gewinnungsbetriebes, für den ein Rechtsnachfolger nicht vorhanden oder nicht mehr feststellbar ist“.
Anstelle der Räte der Bezirke traten die jeweiligen Landesregierungen bis zum Erlass entsprechender ordnungsbehördlicher Vorschriften (Thüringer Gesetz über die Gewährleistung der öffentlichen Sicherheit und Ordnung in Objekten des Altbergbaus und in unterirdischen Hohlräumen (Thüringer Altbergbau- und Unterirdische Hohlräume-Gesetz – ThürABbUHG vom 23. Mai 2001 (veröffentlicht im ThürGVBl Nr. 4 vom 31.05.2001, S. 41) i. d. F. der Änderung durch das Thüringer Gesetz zur Anpassung von Behördenbezeichnungen in der Bergverwaltung vom 3. Dezember 2002 (GVBl S. 430, 431))) ein.
Somit steht bis dato diese stillgelegte Schachtanlage ordnungsrechtlich bezüglich der Fürsorgepflicht zwecks Gefahrenabwehr in der Zuständigkeit des Thüringer Landesbergamtes (siehe auch „Leitfaden Verwahrung Tagesschächte“).
Zur Gewährleistung der öffentlichen Sicherheit sind die Schachtröhren Thüringen I und II inzwischen verwahrt und durch eine Abdeckelung gesichert (siehe obige Fotos). Die Schachtbereiche sind mittels Maschendrahtzaun vor unbefugtem Betreten gesichert.